# Lazarivka, Brusîliv
Lazarivka (în ucraineană Лазарівка) este localitatea de reședință a comunei Lazarivka din raionul Brusîliv, regiunea Jîtomîr, Ucraina.

## Demografie
Componența lingvistică a localității Lazarivka
     Ucraineană (96,53%)
     Rusă (3,15%)
     Alte limbi (0,16%)
Conform recensământului din 2001, majoritatea populației localității Lazarivka era vorbitoare de ucraineană (96,53%), existând în minoritate și vorbitori de rusă (3,15%).